# Ulu Grosbard
Ulu Grosbard (* 9. Januar 1929 in Antwerpen; † 19. März 2012 in Manhattan, New York) war ein US-amerikanischer Theater- und Filmregisseur.

## Leben
Ulu Grosbard stammte aus einer jüdischen Familie, die während der deutschen Besetzung Belgiens 1942 nach Kuba emigrierte und 1948 in die USA übersiedelte. Grosbard begann seine Karriere am Theater und hatte großen Erfolg auch am Broadway. Ins Filmgeschäft kam er zuerst als Produktionsleiter und Regieassistent, bevor er im Jahr 1968 seinen ersten Film inszenierte.
1995 wurde Grosbard für seinen Film Georgia auf dem World Film Festival mit dem Grand Prix of the Americas ausgezeichnet. Zudem wurde er bei den Independent Spirit Awards in der Kategorie Bester Regisseur nominiert.

## Filmografie als Regisseur
- 1962: Licht im Dunkel (The Miracle Worker) Regieassistenz unter Arthur Penn
- 1968: Rosen für die Lady (The Subject Was Roses) – nach einem Bühnenstück von Frank D. Gilroy
- 1971: Wer ist Harry Kellerman? (Who is Harry Kellerman and why is he saying those terrible things about me?)
- 1978: Stunde der Bewährung (Straight Time)
- 1981: Fesseln der Macht (True Confessions)
- 1984: Der Liebe verfallen (Falling in Love)
- 1995: Georgia (Georgia)
- 1999: Tief wie der Ozean (The Deep end of the Ocean)